# 응고라구
응고라구(Ngora)는 우간다의 구로 행정 중심지는 응고라이며 면적은 721.4km2, 인구는 157,400명(2012년 기준)이다. 행정 구역상으로는 동부 주에 속한다. 북서쪽으로는 소로티 구, 북동쪽으로는 카타퀴 구, 동쪽으로는 쿠미 구, 남쪽으로는 팔리사 구, 서쪽으로는 세레레 구와 접한다.

## 같이 보기
- 우간다의 행정 구역